# 马陆站
马陆站位于中华人民共和国上海市嘉定区马陆镇介于阿克苏南路、康丰路之间的崇文路，是上海地铁11号线的地铁车站。于2009年12月31日启用。

## 车站结构

### 楼层分布

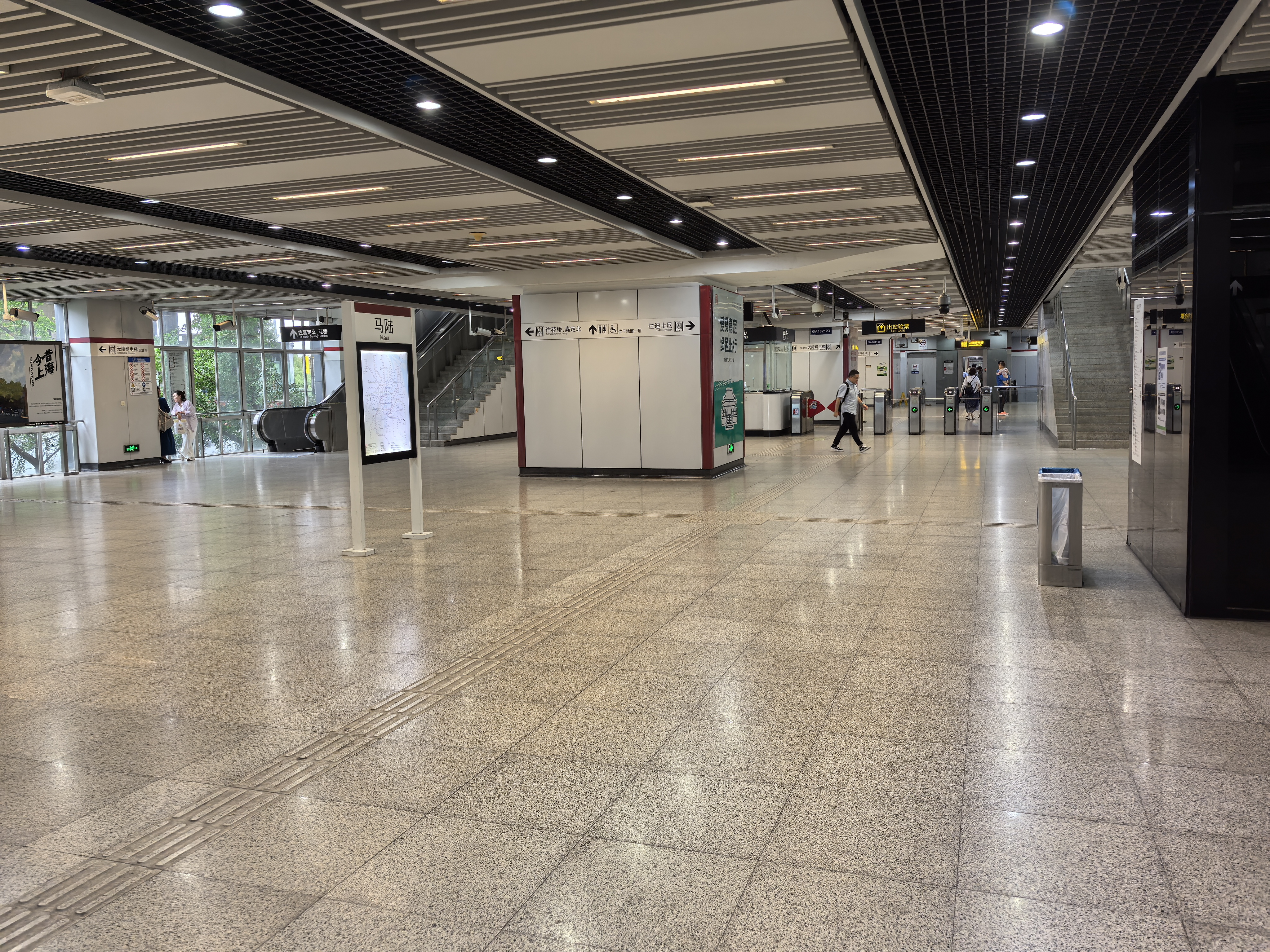
站厅
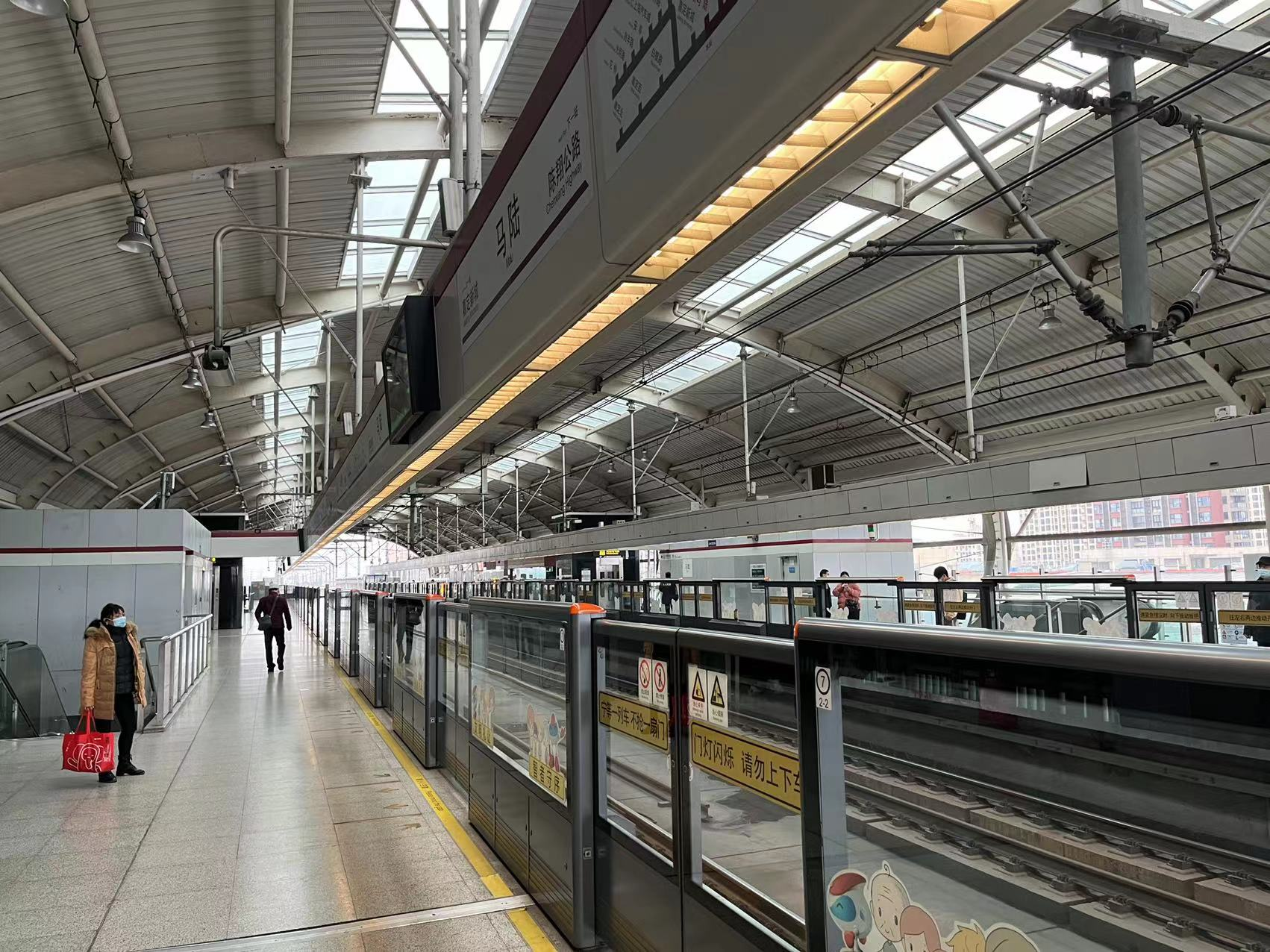
迪士尼方向站台

| 地上三层 | 侧式站台，右侧开门 | 侧式站台，右侧开门                  | 侧式站台，右侧开门 | 侧式站台，右侧开门 |
|          |                    | █ 11号线 往嘉定北或花桥（嘉定新城） |                    |                    |
|          |                    | █ 11号线 往迪士尼（陈翔公路）       |                    |                    |
|          | 侧式站台，右侧开门 |                                     |                    |                    |
| 地上二层 | 站厅               | 票务服务、自动售票机、人工服务台    |                    |                    |
| 地面层   | 出入口             | 1-4出入口                           |                    |                    |

- 站厅
- 迪士尼方向站台

## 车站出口
马陆设有四个出入口，各个出入口如下图所示：
|                     |                   |      |
| 出口编号            | 建议前往目的地    | 照片 |
| 1 · 出口 · （设有） | 崇教路 阿克苏南路 |      |
| 2 · 出口            | 崇文路 阿克苏南路 |      |
| 3 · 出口            | 崇文路 康丰路     |      |
| 4 · 出口            | 崇教路 康丰路     |      |
| 图例： 设有         |                   |      |

## 接驳公交
| 公交马陆站 | 公交马陆站 | 公交马陆站 | 公交马陆站     | 公交马陆站 |
| 编号       | 路线       | 路线       | 路线           | 备注       |
| ---------- | ---------- | ---------- | -------------- | ---------- |
| 嘉定15路   | 公交马陆站 | ⇆          | 公交白银路站   |            |
| 嘉定101路  | 公交马陆站 | ⇆          | 大裕村         | 原马陆1路  |
| 嘉定106路  | 公交马陆站 | ⇆          | 陈宝路横苍公路 | 原马陆2路  |